# Sisyrbe
Sisyrbe is een geslacht van spinnen uit de familie hangmatspinnen (Linyphiidae).

## Soorten
De volgende soorten zijn bij het geslacht ingedeeld:
- Sisyrbe rustica (Banks, 1892)